# Calathea sphaerocephala
Calathea sphaerocephala là một loài thực vật có hoa trong họ Marantaceae. Loài này được K.Schum. mô tả khoa học đầu tiên năm 1902.